# Vanna Rosenberg
Vanna Felicia Rosenberg Synnerholm, född Rosenberg den 3 april 1973 i Farsta i Stockholm, är en svensk skådespelare och sångare.

## Biografi
Vanna Rosenberg är dotter till journalisten Göran Rosenberg och dramapedagogen Annika Isaksson, senare omgift med Staffan Hedqvist. Hon började med teater i liten skala redan i förskolan. Hennes mor arbetade som dramapedagog och deltagare från daghemmet var med i barnprogrammet Du måste förstå att jag älskar Fantomen som sändes julen 1981–1982. Vanna Rosenberg var också med i Vår teater i Högdalen. På gymnasiet gick hon treårig samhällsvetenskaplig linje med estetisk inriktning. Hon hade också en roll i långfilmen Agnes Cecilia från 1991.
Rosenberg var medlem i musikgruppen Ad Astra där hon och hennes klasskamrat från gymnasiet, Åsa Schmalenbach var sångerskor. Gruppen släppte sitt debutalbum hösten 1994 och gjorde en kort Sverigeturné.
Hösten 1994 spelade hon glassbarägaren Sonja i Ulf Malmros TV-serie Rapport till himlen samt medverkade i långfilmen En på miljonen.
År 2001 utexaminerades Rosenberg från Teaterhögskolan i Stockholm.  År 2001 återvände hon till musiken och spelade in en skivan "Tomas och Vanna"  med Tomas Hirdman. Samma år fick hon också Guldmasken för sin roll i farsen Maken till fruar.
I TV-serien Kvarteret Skatan fick Rosenberg återigen möjlighet att spela komedi. I barnprogrammet Allt och lite till spelade hon mot Elisabet Carlsson och Jacob Ericksson.
Rosenberg har som låtskrivare haft med en låt till melodifestivalen 2014, där hon var med och skrev texten till Ellinore Holmers låt "En himmelsk sång" som gick vidare till andra chansen. 
År 2016 publicerade Rosenberg boken Singers melodi på Bonnier Carlsens förlag. Till den släpptes skivan Singers melodier med texter och sång av Rosenberg. Musiken komponerades av Joel Danell.
Rosenberg är gift med filmproducenten Ulf Synnerholm.
Hon var sommarpratare 2010. Hon har deltagit i På spåret tillsammans med sin far Göran Rosenberg.
Vanna Rosenberg deltog i TV 4:as Masked Singer 2023 som "Magiska Boken" och blev trea i finalen.

## Filmografi

### Film
- 1991 – Agnes Cecilia - en sällsam historia
- 1995 – En på miljonen
- 1996 – Att stjäla en tjuv
- 1997 – Adam & Eva
- 1998 – Rederiet
- 1999 – Dödlig drift
- 2002 – Monsters, Inc. (röst till Celia)
- 2004 – Mongolpiparen
- 2004 – Kogänget (röst till Grace)
- 2004 – Det levande slottet (röst till Sofie)
- 2006 – Tjocktjuven
- 2008 – Horton (röst till Sally O'Malley)
- 2009 – Behandlingen
- 2010 – Bröderna Karlsson
- 2011 – Hur många lingon finns det i världen?
- 2011 – Hopp (röst till Sara Hare)
- 2012 – Kvarteret Skatan reser till Laholm
- 2012 – Maria Wern - Inte ens det förflutna
- 2013 – Hur många kramar finns det i världen?
- 2014 – Krakel Spektakel
- 2015 – Arne Dahl - En midsommarnattsdröm
- 2016 – Zootropolis (röst till Dawn Bellwether)
- 2017 – Skönheten och odjuret (röst till mrs. Beatrice Potts)
- 2017 – Vilken jävla cirkus
- 2021 – Sagan om Karl-Bertil Jonssons julafton
- 2021 – Tills solen går upp
- 2023 – One More Time
- 2023 – Knyckertz & snutjakten
- 2026 – Dante (röst)

### TV
- 1994 – Rapport till himlen (TV-serie)
- 1996 – En fyra för tre (TV-serie)
- 1996 – Silvermannen (TV-serie)
- 1996 – Percy Tårar (TV-serie)
- 2001 – Björnes magasin (TV-serie)
- 2003 – Jullovsmorgon med Peter Harryson
- 2003 – Kvarteret Skatan (TV-serie)
- 2003 – Så ska det låta (TV-serie)
- 2004 – Hem till Midgård (TV-serie) Säsong 2 Avsnitt 11
- 2004 – Allt och lite till (TV-serie)
- 2006 – Så ska det låta (TV-serie)
- 2007 – En riktig jul (TV-serie) (Julkalendern i Sveriges television)
- 2008 – Doobidoo (TV-serie)
- 2010 – Hotell Gyllene Knorren (TV-serie)
- 2012 – Coacherna (TV-serie)[10]
- 2015 – Ronja Rövardotter (TV-serie) (röst till Lovis)
- 2016 – 30 grader i februari (TV-serie)
- 2017 – Så ska det låta (TV-serie) med Kim Sulocki
- 2017 – Saknad (TV-serie)
- 2017 – Syrror (TV-serie)
- 2019–2020 – Helt perfekt (TV-serie)
- 2020 – Sommaren med släkten (TV-serie)
- 2021 – Monster på jobbet (TV-serie) (röst)
- 2021–2022 – Udda veckor (TV-serie)
- 2021 – En hederlig jul med Knyckertz (TV-serie)
- 2023 – LOL: Skrattar bäst som skrattar sist (TV-serie)
- 2023 – Masked Singer Sverige (TV-serie)

## Teater

### Roller
| År   | Roll                    | Produktion                                                                                      | Regi                  | Teater                     |
| ---- | ----------------------- | ----------------------------------------------------------------------------------------------- | --------------------- | -------------------------- |
| 1996 |                         | Den starkare August Strindberg                                                                  |                       | Stockholms monologfestival |
| 1997 | Golde                   | Spelman på taket (Fiddler on the Roof) Jerry Bock, Sheldon Harnick och Joseph Stein             |                       | Scalateatern               |
| 1997 | Medverkande             | Nya drygare Uggla, revy med Magnus Uggla                                                        |                       | Hamburger Börs             |
| 2000 | Marie Nilsson           | Maken till fruar (Run for Your Wife) Ray Cooney                                                 | Bo Hermansson         | Oscarsteatern              |
| 2002 |                         | Friheten (L'Hôtel du libre-échange) Georges Feydeau                                             |                       | Uppsala stadsteater        |
| 2002 | Jessica                 | Lille Ronny Hans Alfredson                                                                      | Hans Alfredson        | Maximteatern               |
| 2003 | Medverkande             | Svenska för hamburgare, revy                                                                    | Saara Salminen Wallin | Teater Tribunalen          |
| 2004 |                         | DASS - Det akademiska sjukhusspektaklet Staffan Westerberg                                      |                       | Uppsala Stadsteater        |
| 2006 |                         | Som ni vill ha det (As you Like it) William Shakespeare                                         |                       | Uppsala stadsteater        |
| 2006 |                         | Älskar dej Margareta Garpe                                                                      |                       | Stockholms stadsteater     |
| 2007 | Susanna                 | Figaros bröllop (La Folle Journée, ou Le Mariage de Figaro) Pierre de Beaumarchais              | Philip Zandén         | Stockholms stadsteater     |
| 2008 | Elaine Harper           | Arsenik och gamla spetsar (Arsenic and Old Lace) Joseph Kesselring                              | Eva Dahlman]          | Stockholms stadsteater     |
| 2010 | Drottning Kristina      | Drottning Kristina (Queen Christina) Pam Gems                                                   | Farnaz Arbabi         | Stockholms stadsteater     |
| 2012 | Anni                    | Treater (The Norman Conquests) Alan Ayckbourn                                                   | Emma Bucht            | Intiman                    |
| 2013 | Mrs Lovett              | Sweeney Todd                                                                                    | Tobias Theorell       | Stockholms Stadsteater     |
| 2014 | Medverkande             | Köp hjärtan Vanna Rosenberg och Jonna Nordenskiöld                                              | Jonna Nordenskiöld    | Stockholms stadsteater     |
| 2015 |                         | Det flygandet barnet (Das Fliegende Kind) Roland Schimmelpfennig                                | Lars Rudolfsson       | Orionteatern               |
| 2016 | Prinsessan Pamina       | Trollflöjten 2.0 Emma Sandanam och Mette Herlitz                                                | Fredrik Meyer         | Parkteatern                |
| 2016 | Medverkande             | Oscarsrevyn, revy Calle Norlén                                                                  | Edward af Sillén      | Oscarsteatern              |
| 2017 | Emelie                  | Våra drömmars stad Per Anders Fogelström                                                        | Linus Tunström        | Kulturhuset Stadsteatern   |
| 2018 | Karl-Bertils ömma moder | Sagan om Karl-Bertil Jonssons julafton Tage Danielsson och Per Åhlin, bearbetning Henrik Dorsin | Anna Vnuk             | Scalateatern               |
| 2019 |                         | Hugh och Nancys många världar Lars Rudolfsson                                                   | Lars Rudolfsson       | Dramaten                   |
| 2019 | Sukie Rougemont         | Häxorna i Eastwick (The Witches of Eastwick) John Dempsey och Dana P. Rowe                      | Rachel Kavanaugh      | Cirkus, Stockholm          |
| 2021 | Medverkande             | Scalarevyn Henrik Dorsin                                                                        | Michael Lindgren      | Scalateatern               |
| 2024 | Anna-Lisa Björling      | Jussi Björn Runge                                                                               | Björn Runge           | Kulturhuset Stadsteatern   |

### Övrigt
- 1994 - Adastra
- 1998 - Modell för klädkedjan Indiska Magasinet
- 2001 - Dubbar Celias röst i Monsters, Inc. med Allan Svensson och Robert Gustafsson
- 2001 - Skivan Tomas & Vanna med Tomas Hirdman
- 2004 - Spelade en röst i det tecknade TV-programmet 'Nasse'
- 2005 - Sång i filmen  "Loranga, Masarin och Dartanjang", Barbro Lindgren (författare), Igor Veichtaguin (regi)
- 2009 - På spåret tillsammans med sin pappa Göran Rosenberg

## Ljudboksuppläsningar (urval)
- 2000 - Spökskeppet Vallona av Lena Ollmark och Mats Wänblad
- 2000 - Momo eller kampen om tiden av Michael Ende
- 2014 - Anne Franks dagbok av Anne Frank